# Reino sicán
El reino Sicán fue un antiguo estado indígena precolombino que se manifestó entre los siglos VIII y XIV d. C. en el territorio costeño que corresponde al actual departamento peruano de Lambayeque, llegando a su apogeo entre los siglos X y XI. Este reino se formó por la cultura sicán o lambayeque tras el declive de la cultura Moche, asimilando de esta gran parte del conocimiento en orfebrería e irrigación y tradiciones culturales como el idioma muchik siendo considerada una heredera de esta.

## Historia
Una leyenda, transmitida por el cronista español Miguel Cabello Valboa, relata que un gran rey de nombre Naylamp, Naymlap o Ñañlap, llegó por mar desde el sur, en medio de una gran flota de balsas y acompañado de una lujosa corte de funcionarios, versados en diferentes artes y oficios. Desembarcó en la boca del río Faquisllanga (río Lambayeque) y se adentró unos 2 km tierra adentro, instalándose en un lugar donde edificó una huaca a la que llamó Chot, que probablemente es la que se conoce actualmente como Huaca Chotuna. El rey trajo un ídolo de piedra verde (esmeralda o jade) llamado "Yampallec" (del que deriva el nombre de Lambayeque), que era una representación de su propia imagen, la misma que guardó en la huaca de Chot.
Naylamp inauguró un largo período de paz y prosperidad en la región. Tuvo hijos en su esposa y 40 concubinas y murió en avanzada edad. La nobleza le enterró en su palacio, pero deseosos de hacer creer en su inmortalidad, anunciaron que, hastiado de la vida terrena, había empleado su poder para hacerse crecer alas y se había remontado en vuelo al cielo. Así fue convertido en divinidad.
Tumi: representación de Naylamp.
Naylamp inauguró una dinastía de varios soberanos, doce en total, incluyendo a él; el último de ellos, el rey Fempallec, quiso trasladar el ídolo Yampallec a otro lugar, provocando la ira de los dioses. En ese trance, un demonio en forma de mujer se le apareció a Fempallec y lo tentó a tener relaciones carnales. El pecado del rey ocasionó una serie de desgracias para la nación lambayeque: lluvias, sequías, hambruna. El castigo se completó cuando posteriormente llegó de los reinos del sur un tirano poderoso, el Chimo Cápac o Chimú Cápac, que se adueñó de las ricas tierras de Lambayeque.

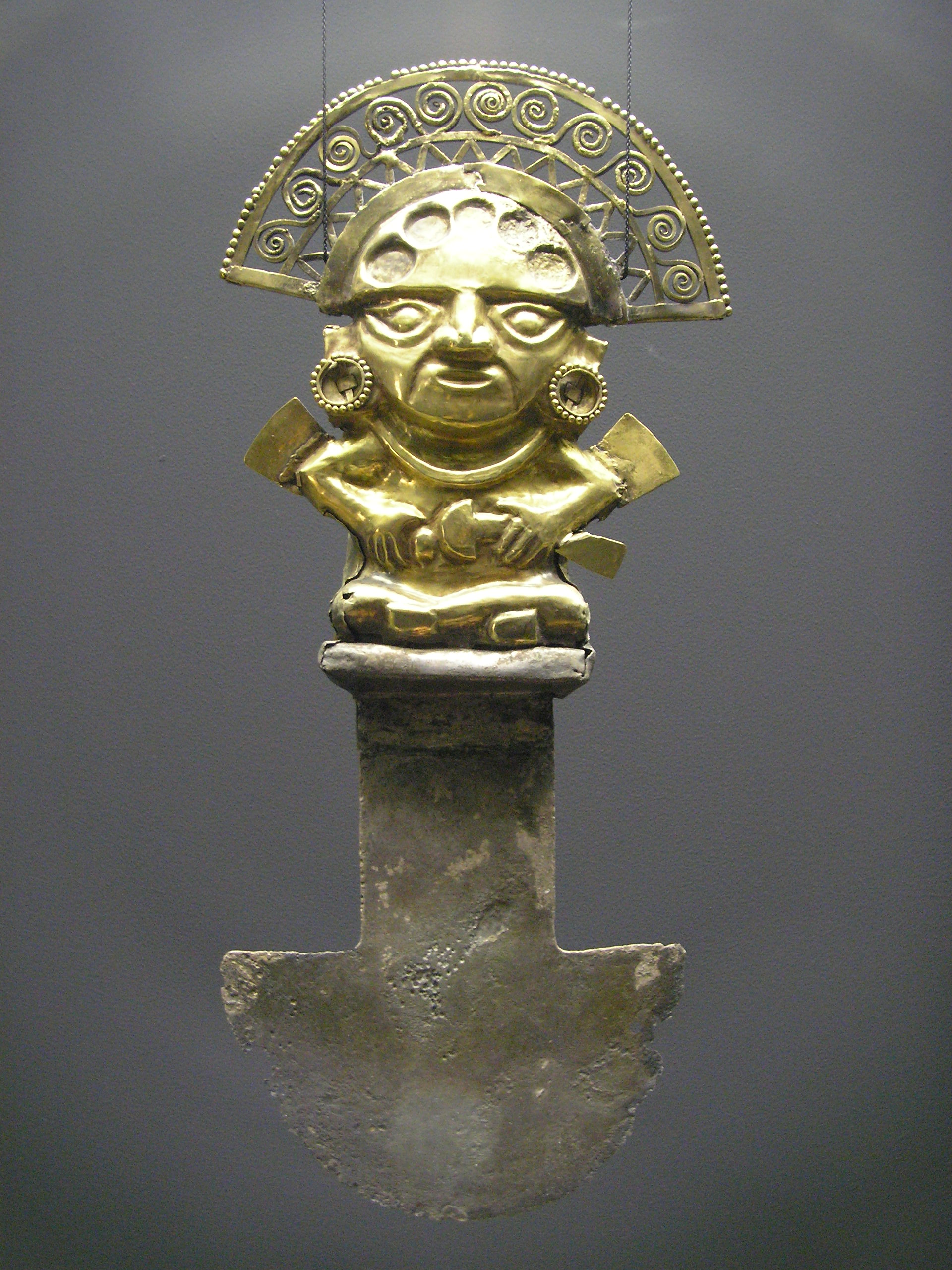

Esta leyenda explicaría cómo una dinastía de reyes exitosos dominó la región basándose en un culto religioso, y que finalmente la falta de atención en el gobierno por el último de ellos terminó con la dinastía, mientras que el pueblo fue conquistado por un tirano del sur. Se sabe que ese tirano era un rey chimú, que conquistó Lambayeque. Los sacerdotes, desesperados, habrían buscado explicaciones a su desdicha. Por eso el mito termina sugiriendo una ofensa a los dioses y el consecuente castigo que éstos supieron propinar.

## Origen y significado del término Sicán
El estudioso alemán Hans Henrich Brüning (1922-23), al revisar el expediente de compra de la hacienda Batán Grande, dio a conocer que esta tuvo por nombre "Sicán" y afirmó que era muchik, además, dedujo erróneamente que era el producto de la unión de dos palabras: SI= Luna, AN = Casa o templo (vocablos recogidos por Fray Antonio de la Calancha en 1638), que significa “Casa o templo de la Luna”. Esta aseveración la han aceptado otros investigadores (P.Kosok 1965 y J.Rondón 1966) desde la década de 1920 hasta ahora. Izumi Shimada, llevado por esta hipótesis, ha continuado asegurando que la Cultura Sicán-llamada por él “Lambayeque” hasta 1983, tuvo una religión que erigió como Diosa a la luna, poco enfatizada en su iconografía. José Maeda (1982) tras un análisis del vocablo con datos etnohistóricos (Revista “Umbral" n°9-10, FACHSE (UNPRG), Diciembre del 2005 pp 58-69), propone lo siguiente:
1. Que la palabra original en el idioma muchik sería XLLANG, que pronunciado sería “SIAN” según el diccionario matriz de Don Fernando de la Carrera y Daza (1644) titulado “Arte de la lengua yunga”; la palabra “Xllang” significa SOL y la encontramos por ejemplo en el antiguo nombre del río “Lambayeque”: FAXLLANG (A); la pronunciación “Sian” fue escrita con la “C” y la “P” al centro, no siendo una palabra compuesta como sugiere Brüning.
2. Entre 1782 y 1785 el Obispo Baltasar Jaime Martínez Compañón y Bujanda hizo un programa de investigación y recopilación de datos de diferentes materias, incluyendo la lingüística dentro del antiguo Obispado de Trujillo; él recopiló 43 palabras castellanas con sus respectivas traducciones en las siguientes lenguas: Quechua, yunga (o muchik), Sec (Sechura); Colán (de Piura), Catacaos (o Tallán); Culli (Huamachuco), Hivita (Huaylillas) y Cholón (Dpto de San Martín); en la lengua sechurana encontramos que la palabra SICANNI (corrspondiendo la n° 13) significa “HERMANO”; efectivamente documentos que datan del año 1536 dan cuenta del indio principal llamado “Cicáni” o “Cani”, el mismo que diera su nombre a la estancia que desde 1565 se llamó “Cican”, en 1721 toma el nombre de "Batán" y a partir de 1868 se conocería como “Batán Grande”, que incluía a otras estancias como: Fabellep, Xotoro, Falcep, Sodo, Raco, Calup, Lalech (La Leche) o Lamcarlech ("Cabeza de Vaca" en muchik), Sadup, Vidup, Pochoc y Lup. Maeda cree que el personaje nativo vino de Sechura, como muchos de sus paisanos en esa época y que, después de servir al Cacique o Señor de Xayanca por el año 1530, migró sin retorno con cerca de 200 indios (tributarios) jayancanos al área serrana de Guambos (importante zona minera que pertenecía a la jurisdicción del cacicazgo de Túcume, actualmente pertenece de Cajamarca) tal como atestiguaban el cacique Facollape y otros nativos en la “Visita de Jayanca y Pacora” que hizo en 1540 don Sebastián de la Gama, Teniente de Gobernador de San Miguel de Piura.

## Etapas de la historia
El arqueólogo japonés Izumi Shimada, que estudió esta cultura durante varios años, ha dividido la historia de Lambayeque (o "Sicán" como prefiere denominarla) en tres etapas:

### Sicán temprana (750-900)
Es una etapa poco conocida, porque los objetos arqueológicos (cerámica, textiles, arquitectura) son escasos. Está asociada a la fase final de la cultura moche y a la gran influencia de Wari. Estas evidencias indican que Lambayeque estaba todavía en plena formación y muy susceptible a las influencias externas.

### Sicán medio (900-1100)
En esta etapa Lambayeque se unificó y fue adquiriendo una identidad cultural propia. Se estableció una capital en el complejo Batán Grande, liderada por reyes-sacerdotes (teocracia) que difundieron el culto al dios Sicán (Luna). La leyenda de Naylamp explicaría esta etapa. Es un período de apogeo, de donde provienen los suntuosos enterramientos de gente rica que has sido develados por los arqueólogos, como la tumba del Señor de Sicán (hallado en la huaca del Oro), cuando se desarrolla el comercio y construye el sistema de irrigación que conectó los valles lambayecanos.

### Sicán tardío (1100-1375)
Es la etapa de decadencia y final. Batán Grande sufrió un gran incendio que coincidió con un periodo de sequías; los pobladores, hartos de tributar a los reyes-sacerdotes, se trasladarían a la ciudad de Túcume, renegando del culto al dios Naylamp. Finalmente serían conquistados por el rey chimú (Chimú Cápac), quien los convirtió en provincia de su reino (1375). La parte final de la leyenda de Naylamp trataría de explicar esta última etapa.

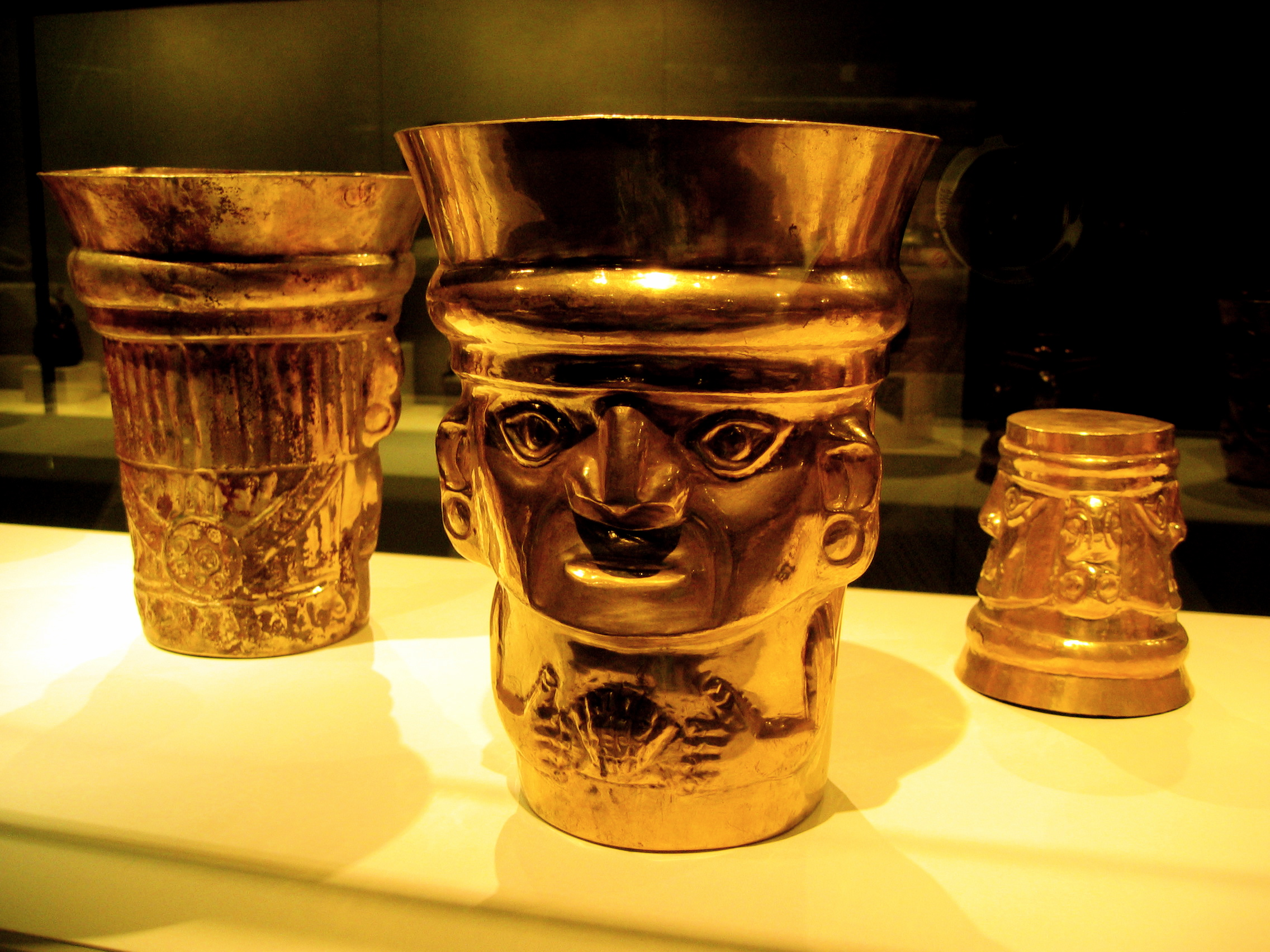

## Aspecto político
Fue gobernada por el rey-sacerdote (teocracia), que vivía en un palacio rodeado de una fastuosa corte. Cuando moría se le enterraba en una tumba con ricas ofrendas, como se puede apreciar en la del llamado Señor de Sicán, descubierta en la Huaca del Oro en 1991.

## Aspecto social
Los lambayeque tuvieron una rígida estratificación social.
- En la cima de su pirámide social estaba la élite, que estaba conformada por el rey y su familia.
- Luego se hallaba el cuerpo de administradores, quienes se encargaban de vigilar el orden económico.
- Seguían los artesanos y especialistas, quienes producían bienes de lujo para la élite y también para la exportación.
- Por último, estaban los agricultores y la gente común, que trabajaban para mantener a todas las clases anteriores.